# 9574 Таку
9574 Таку (9574 Taku) — астероїд головного поясу, відкритий 5 грудня 1988 року.
Тіссеранів параметр щодо Юпітера — 3,619.
Названо на честь Таку (яп. たく(拓) таку).